# Левамлодипин
Левамлодипин (также известен как Levamlodipine (INN), и S(-)амлодипин) — является фармакологически активным энантиомером амлодипина. Амлодипин относится к дигидропиридиновой группе блокаторов кальциевых каналов, используемых в качестве гипотензивного и антиангинального средства.
В декабре 2019 года левамлодипин получил одобрение FDA США и представлен на рынке под названием «Conjupri» (Burke Therapeutics).; на рынке России — под торговой маркой «ЭсКорди Кор» (Emcure Pharmaceuticals), на рынке Украины — «Азомекс» (Emcure Pharmaceuticals) и «Семлопин» (Kusum Healthcare), в Бразилии — «Novanlo» (Biolab Sanus), в Индии — «Eslo» (Zuventus Healthcare Ltd.), «Asomex» (Emcure Pharmaceuticals), и «Espin» (Intas Pharmaceuticals Ltd.).

## Фармакологические свойства
Амлодипин блокирует трансмембранный приток кальция в гладкие мышцы сосудов и сердца, что приводит к расширению сосудов и, как следствие, падению артериального давления. Левамлодипин является аллостерическим модулятором и действует на L-тип кальциевых каналов. Исследования связывания рецепторов показали, что из двух форм только (S)-энантиомер амлодипина связывается с кальциевыми каналами L-типа и блокирует их, тогда как (R)-энантиомер не проявляет активности на этих каналах.
Точные механизмы, с помощью которых левамлодипин облегчает стенокардию, полностью не изучены, но предполагается, что они включают следующее:
- Уменьшает периферическое сопротивление за счет расширения сосудов артериол, что приводит к снижению потребности в кислороде и потреблению энергии гладкими мышцами сердца.
- Снижает сопротивление коронарных сосудов и может привести к увеличению коронарного кровотока.[2]

### Фармакокинетика
Прием левамлодипина (2.5 мг) в виде разовой дозы, дает максимальную концентрацию в плазме (Cmax) от 8.3 до 9.3 нг/мл от 2 до 3 часов (Tmax). Он почти полностью (около 90 %) превращается в неактивные метаболиты печени, при этом 10 % исходного соединения и 60 % метаболитов выводятся с мочой. Левамлодипин показывает примерно 93 % связывания с белками плазмы у пациентов с артериальной гипертензией.
Период полувыведения левамлодипина 31 ± 13 часов.

## Клинический опыт
Различные клинические исследования показали, что левамлодипин обладает большей избирательностью и большей эффективностью, чем (R) — амлодипин. Объединённые данные трех сравнительных исследований, проведенных с участием 200 пациентов с легкой и умеренной артериальной гипертензией, показали, что 2,5 мг левамлодипина по своей эффективности снижения артериального давления эквивалентны 5 мг амлодипина, а 5 мг левамлодипина полностью эквивалентны 10 мг амлодипина. Среднее снижение систолического АД составило 19±3 мм рт. ст. против 19±4 мм рт. ст., 20±2 мм рт. ст. против 19±3 мм рт. ст. и 20±2 мм рт. ст. против 19±3 мм рт. ст. в положении стоя, положение лежа на спине и сидя, соответственно для левамлодипина по сравнению с рацемическим амлодипином. В исследованиях также сообщалось о значительном снижении общих уровней холестерина и триглицеридов при приеме левамлодипина, чего не наблюдалось при приеме амлодипина.
Эффективность и безопасность левамлодипина (2,5 мг один раз в сутки) оценивалась у пациентов с изолированной систолической гипертензией. Левамлодипин эффективно снижал систолическое АД (среднее снижение на 22 ± 14 мм рт. ст.), при всех степенях изолированной систолической гипертензии. Через 28 дней лечения общий процент ответивших составил 73 %. Он значительно снизил систолическое и диастолическое АД в течение 4 недель с частотой ответа 96,5 %.
Пожилые пациенты с артериальной гипертензией и сахарным диабетом демонстрируют более высокий ответ на терапию левамлодипином, чем пациенты, не страдающие диабетом. Левамлодипин является эффективным лекарством для пожилых пациентов, у которых наблюдается отек и другие побочные эффекты при приеме рацемического амлодипина.

## Безопасность и переносимость
Использование рацемического амлодипина обычно связано с побочными эффектами, такими как периферический отек, головная боль, головокружение, покраснение и боль в животе. Контролируемые клинические испытания показали, что левамлодипин редко вызывает эти побочные эффекты. Контролируемое клиническое исследование левамлодипина у пациентов с нарушением функции печени и почек не проводилось. Клинические исследования у пациентов с нормальной функцией печени показали, что при применении левамлодипина не наблюдается повышения печеночных ферментов. Однако следует соблюдать осторожность при назначении левамлодипина таким пациентам.
В исследовании постмаркетингового наблюдения было обнаружено, что левамлодипин (2,5 мг / 5 мг) хорошо переносится у пациентов с артериальной гипертензией в количестве 1859 человек. 314 пациентов, которые сообщили о периферических отеках при применении традиционного амлодипина, были переведены на левамлодипин, и через 4 недели отек исчез у 310 пациентов (98,72 %). Только у 4 пациентов сохранялся отек. Только 30 пациентов (из 1859) сообщили о побочных эффектах. Эти побочные эффекты включали головокружение, тахикардию, кашель, головную боль, лихорадку, легкое затруднение дыхания и отек. Нежелательные явления носили умеренный характер, о серьёзных нежелательных явлениях не сообщалось.